# Stilbus galvestonicus
Stilbus galvestonicus là một loài bọ cánh cứng trong họ Phalacridae. Loài này được Casey miêu tả khoa học năm 1916.